# Ziegendorf (Petersaurach)

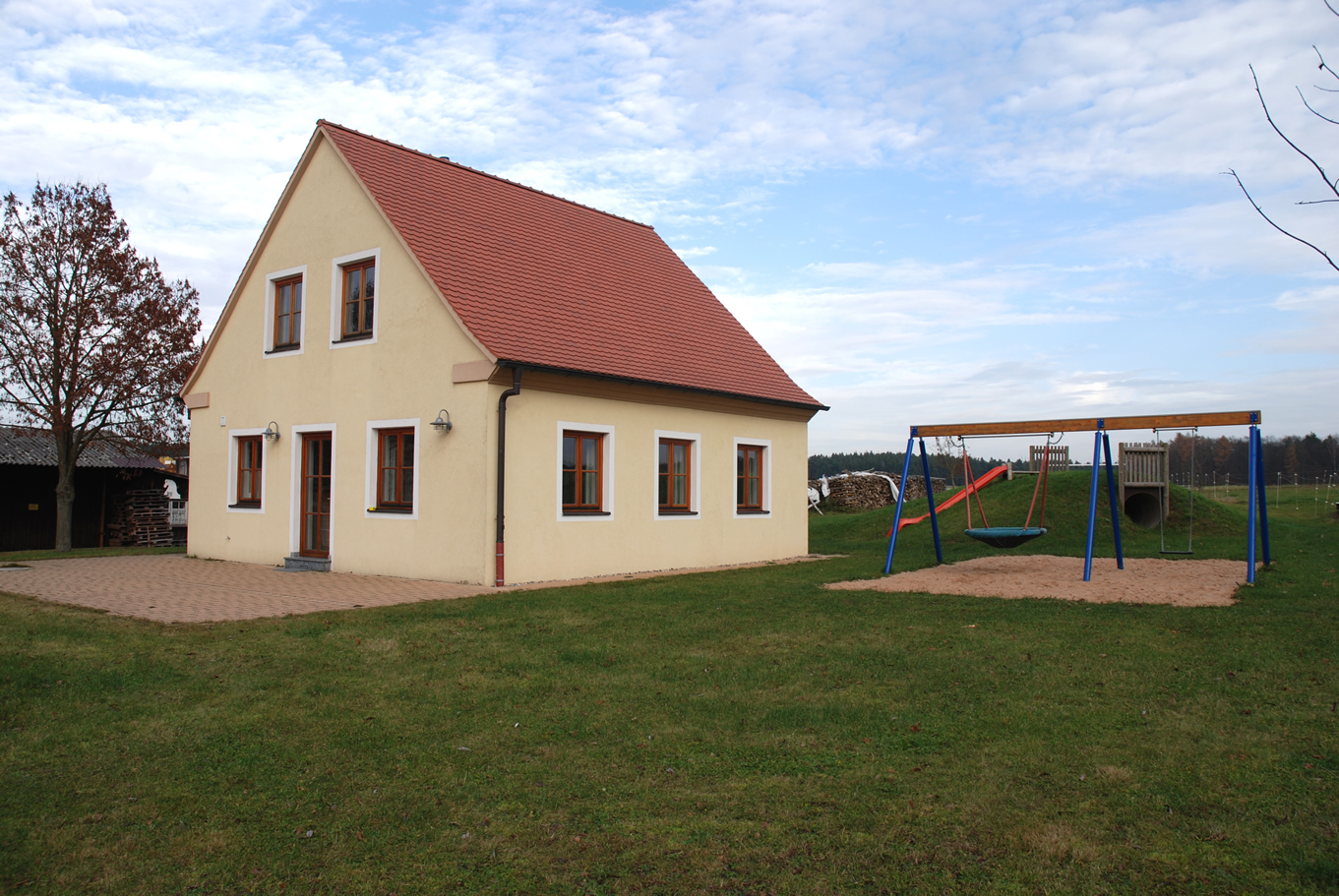
Gemeinschaftshaus

Ziegendorf (fränkisch: Sicha-dorf) ist ein Gemeindeteil der Gemeinde Petersaurach im Landkreis Ansbach (Mittelfranken, Bayern). Ziegendorf liegt in der Gemarkung Altendettelsau.

## Geografie
0,5 km südlich des Dorfs befinden sich die Hackerleiten und das Hintere Holz; dort entspringt auch der Ziegendorfer Bach, ein linker Zufluss der Fränkischen Rezat. 0,5 km östlich beginnt der Neuendettelsauer Wald. Gemeindeverbindungsstraßen führen an der Bachmühle vorbei nach Schlauersbach (2,2 km südlich), nach Immeldorf (2,4 km südwestlich), zur Kreisstraße AN 19 westlich von Altendettelsau (1,6 km nordöstlich) und nach Petersaurach (1,8 km nördlich).

## Geschichte
Georg Muck setzt das in einer Urkunde von 1249 erwähnte „Cigilhove“ mit Ziegendorf gleich. In dieser Urkunde wurden dem Kloster Heilsbronn seine Besitzungen durch Papst Innozenz in Schutz genommen. Allein schon sprachwissenschaftlich unmöglich ist jedoch, wie es zu der Ablautung der heutigen Form kam. Der erste gesicherte Beleg stammt aus dem Jahr 1300. Dort wird der Ort „Ziechendorf“ genannt. Die Bedeutung des Ortsnamens ist unklar. Als Bestimmungswort wurde die Ziege bzw. der Personenname Sigo angenommen, beides ist aber aus sprachwissenschaftlicher Sicht unwahrscheinlich. Nach Elisabeth Fechter soll das Bestimmungswort das althochdeutsche Wort ziohan (ziehen) sein und der Ortsname Ziehbrunnendorf bedeuten.
Im Jahre 1344 hatte das nahe gelegene Kloster Heilsbronn von den Herren Eisvogel und Tucher fünf Anwesen erworben.
Im 16-Punkte-Bericht des Oberamts Windsbach aus dem Jahr 1608 wurden für Ziegendorf 6 Mannschaften verzeichnet: 3 Höfe und 1 Köblergut unterstanden dem Klosterverwalteramt Heilsbronn, 2 Höfe der Reichsstadt Nürnberg. Außerdem gab es ein Gemeindehirtenhaus. Das Hochgericht übte das brandenburg-ansbachische Kasten- und Stadtvogteiamt Windsbach aus. Im 16-Punkte-Bericht des Klosteramts Heilsbronn, ebenfalls aus dem Jahr 1608, wurden die vier Heilsbronner Anwesen als 2 Höfe und 2 Köblergüter qualifiziert. Infolge des Dreißigjährigen Kriegs verödeten die fünf Heilsbronner Anwesen und waren noch 17 Jahre nach dem Krieg unbesetzt.
In den Oberamtsbeschreibungen des Fürstentums Ansbach von Johann Georg Vetter aus dem Jahr 1732 wurde der Ort folgendermaßen beschrieben: „Ein Weyler, 6 zum Verwalteramt Heilsbron gehörige Unterthanen, 1 ganzer, 2 Halbhöff, 1 Guth und 2 Tropffhäußlein begriffen – 1 ins Reichalmosen Amt und 1 ins Spital zu Nürnberg gehöriger Hoff samt 1 gemeinen Hirthenhauß.“ In der Amtsbeschreibung des Pflegamtes Lichtenau aus dem Jahr 1748 werden für den Ort neben den 2 Nürnberger Untertanen nur 5 Heilsbronner Untertanen angegeben.
Gegen Ende des 18. Jahrhunderts gab es in Ziegendorf 7 Anwesen und ein Gemeindehirtenhaus. Das Hochgericht übte das Kasten- und Stadtvogteiamt Windsbach aus, die Dorf- und Gemeindeherrschaft hatte das Klosterverwalteramt Heilsbronn. Grundherren waren das Klosterverwalteramt Heilsbronn (2 Höfe, 1 Gut, 1 Gütlein, 1 Tropfhaus) und die Reichsstadt Nürnberg (Landesalmosenamt: 1 Hof; Siechkobelstiftung St. Jobst: 1 Hof). Es gab zu dieser Zeit 8 Untertansfamilien, von denen 6 dem Kammeramt Windsbach unterstanden. Von 1797 bis 1808 unterstand der Ort dem Justiz- und Kammeramt Windsbach.
Im Rahmen des Gemeindeedikts wurde Ziegendorf dem 1808 gebildeten Steuerdistrikt Petersaurach und der 1810 gegründeten Ruralgemeinde Petersaurach zugeordnet. Mit dem Zweiten Gemeindeedikt (1818) wurde Ziegendorf in die neu gebildete Ruralgemeinde Altendettelsau umgemeindet. Im Zuge der Gebietsreform in Bayern wurde diese am 1. Januar 1972 nach Petersaurach eingemeindet.

### Baudenkmal
- Fraischstein, 18. Jahrhundert, auf der Ziegendorfer Höhe[20]

### Einwohnerentwicklung
| Jahr      | 001807 | 001818 | 001840 | 001861 | 001871 | 001885 | 001900 | 001925 | 001950 | 001961 | 001970 | 001987 | 002009 | 002015 | 002022 |
| Einwohner | 48     | 48     | 61     | 57     | 61     | 67     | 62     | 66     | 76     | 55     | 92     | 70     | 73     | 65     | 70     |
| Häuser    | 9      | 10     | 10     |        |        | 11     | 11     | 12     | 10     | 12     |        | 17     |        |        |        |
| Quelle    | [ 22 ] | [ 23 ] | [ 24 ] | [ 25 ] | [ 26 ] | [ 27 ] | [ 28 ] | [ 29 ] | [ 30 ] | [ 31 ] | [ 32 ] | [ 33 ] | [ 1 ]  | [ 1 ]  | [ 1 ]  |

## Religion
Der Ort ist seit der Reformation evangelisch-lutherisch geprägt und nach St. Peter (Petersaurach) gepfarrt. Die Einwohner römisch-katholischer Konfession sind nach St. Franziskus (Neuendettelsau) gepfarrt.